# Benin na Letnich Igrzyskach Olimpijskich 2024
Benin na Letnich Igrzyskach Olimpijskich 2024 – występ kadry sportowców reprezentujących Benin na igrzyskach olimpijskich, które odbyły się w Paryżu we Francji, w dniach 26 lipca – 11 sierpnia 2024.
Reprezentacja Beninu liczyła pięcioro zawodników – dwie kobiety i trzech mężczyzn, którzy wystąpili w 3 dyscyplinach.
Był to trzynasty start Beninu na letnich igrzyskach olimpijskich.

## Reprezentanci

### Judo
| Zawodnik          | Konkurencja | 1/16             | 1/8              | Ćwierćfinał      | Półfinał         | Repasaże         | Finał / 3. miejsce | Finał / 3. miejsce | Źródła |
| Zawodnik          | Konkurencja | Przeciwnik Wynik | Przeciwnik Wynik | Przeciwnik Wynik | Przeciwnik Wynik | Przeciwnik Wynik | Przeciwnik Wynik   | Pozycja            | Źródła |
| ----------------- | ----------- | ---------------- | ---------------- | ---------------- | ---------------- | ---------------- | ------------------ | ------------------ | ------ |
| Valentin Houinato | -81 kg (m)  | Esposito P 00–10 | NQ               | NQ               | NQ               | NQ               | NQ                 | NQ                 | [ 1 ]  |

### Lekkoatletyka
| Zawodnik      | Konkurencja       | Runda 1 | Runda 1 | Runda 2 | Runda 2 | Półfinał | Półfinał | Finał | Finał   | Źródło |
| Zawodnik      | Konkurencja       | Wynik   | Miejsce | Wynik   | Miejsce | Wynik    | Miejsce  | Wynik | Miejsce | Źródło |
| ------------- | ----------------- | ------- | ------- | ------- | ------- | -------- | -------- | ----- | ------- | ------ |
| Didier Kiki   | bieg na 100 m (m) | 10,76   | 26.     | NQ      | NQ      | NQ       | NQ       | NQ    | NQ      | [ 2 ]  |
| Noélie Yarigo | bieg na 800 m (k) | 1:59,68 | 18. Q   | —       | —       | 2:01,35  | 22.      | NQ    | NQ      | [ 3 ]  |

### Pływanie
| Zawodnik               | Konkurencja               | Eliminacje | Eliminacje | Półfinał | Półfinał | Finał | Finał | Źródło |
| Zawodnik               | Konkurencja               | Czas       | Poz.       | Czas     | Poz.     | Czas  | Poz.  | Źródło |
| ---------------------- | ------------------------- | ---------- | ---------- | -------- | -------- | ----- | ----- | ------ |
| Ionnah Eliane Douillet | 50 m st. dowolnym (k)     | 27.64      | 45.        | NQ       | NQ       | NQ    | NQ    | [ 4 ]  |
| Alexis Kpadi           | 100 m st. grzbietowym (m) | 57.61      | 42.        | NQ       | NQ       | NQ    | NQ    | [ 5 ]  |